# Хидаций
Хидаций (на латински: Hydatius, Idacius; * ок. 400; † сл. 468) е епископ на Aquae Flaviae (Шавиш, Chaves, в днешна Португалия) и късноантичен хронист.

## Биография
Роден е в Лемика в римската провинция Галеция (Gallaecia, днес Галисия) в Северозападна Испания.
По време на поклоническото му пътуване до Палестина през 406 г. той среща църковния баща Хироним. През 427 г. той е епископ и пише Хроника. Книгата обхваща събитията в Галеция до 468 г. и за Imperium Romanum. Хидаций гордо споменава, че император Теодосий I произлиза от Галеция.

## Издания
- Hydatius: Continuatio Chronicorum Hieronymianorum. Online Архив на оригинала от 2016-01-10 в Wayback Machine., MGH, AuctAnt, 11.
- Hydatius: The Chronicle of Hydatius and the Consularia Constantinopolitana. Richard W. Burgess. Clarendon Press, Oxford 1993